# Siège de Pyongyang (1592)
 (juin 2025).
Si vous disposez d'ouvrages ou d'articles de référence ou si vous connaissez des sites web de qualité traitant du thème abordé ici, merci de compléter l'article en donnant les références utiles à sa vérifiabilité et en les liant à la section « Notes et références ».
Pour les articles homonymes, voir Siège de Pyongyang.
Ne pas confondre avec le Siège de Pyongyang (1593)
Guerre Imjin
Le siège de Pyongyang de 1592 est un des épisodes des invasions japonaises de la Corée.

## Contexte
À la suite de la capture de Kaesong après la bataille de la rivière Imjin, les armées d’invasion japonaises se sont divisées en trois groupes. Kuroda Nagamasa conduit ses forces à l’ouest dans la province de Hwanghae, et Kato Kiyomasa à l’est dans la province de Hamgyong. La principale force, sous les ordres de Konishi Yukinaga, s’est dirigée vers le nord dans la province de Pyongan le 1 juin. Son avant-garde a atteint la rive sud de la rivière Taedong le 16 juillet en vue des murs de Pyongyang. Quelques jours plus tard, il est rejoint par l’armée de Kuroda Nagamasa, qui a terminé sa campagne dans la province de Hwanghae sans opposition. Incapables de traverser la rivière, ils attendirent là, envoyant une lettre au roi Seonjo l’exhortant à se rendre. Un pourparler en milieu de rivière n’a donné aucun résultat.

## Bataille
Le roi Seonjo a fui Pyeongyang le 19 juillet et s’est dirigé vers Yeongbyeon. Bien que la ville ait de solides fortifications et soit bien approvisionnée en troupes et en fournitures, le départ du roi a gravement affecté le moral des défenseurs, et la population a commencé à fuir dans la panique.

## Conséquences
L’occupation japonaise de Pyeongyang ne sera pas contestée avant l’arrivée du général Ming Zhao Chengxun avec 6 000 hommes le 23 août 1592.